# Rudi Wölkert
Rudi Wölkert (* 19. Oktober 1911 in Schweinfurt; † unbekannt) war ein deutscher Radrennfahrer.

## Sportliche Laufbahn
Wölkert war im Straßenradsport aktiv. 1935 gewann er das traditionsreiche Eintagesrennen Rund um Köln bei den Amateuren. In der Sjælland Rundt wurde er hinter Frode Sørensen Zweiter, bei Rund um Dortmund Dritter. Im Amateurrennen der Straßenradsport-Weltmeisterschaften kam er auf den 9. Rang und war damit bester deutscher Fahrer. 1936 wurde er mit dem „RV 1889 Schweinfurt“ Zweiter der nationalen Meisterschaft im Mannschaftszeitfahren. Bei Rund um Köln wurde er Dritter.
Von 1937 bis 1942 war er Berufsfahrer. 1938 kam er bei Berlin–Cottbus–Berlin auf den 3. Platz. 1941 war er auf einer Etappe des Rennens Echarpe d’Or erfolgreich. Den Giro d’Italia 1938 beendete er nicht.